# Guignardia graminicola
Guignardia graminicola är en svampart som tillhör divisionen sporsäcksvampar, och som först beskrevs av Emil Rostrup, och fick sitt nu gällande namn av M.P. Vasyagina. Guignardia graminicola ingår i släktet Guignardia, och familjen Mycosphaerellaceae. Arten är reproducerande i Sverige.